# Рознійчук Іван Федорович
Іван Федорович Рознійчук (літературний псевдонім: Марко Бараболя; 30 квітня 1910, Ділове — 27 листопада 1945, станиця Пашківська, нині смт Пашківський, Краснодарський край) — вчитель, український письменник-сатирик міжвоєнного періоду з Закарпаття.

## Життєпис
Народився в родині свідомих селян-гуцулів у селі Требушани на Мараморощині (нині — с. Ділове Рахівського району). 1939 року замордовано його батька разом з іншими українськими патріотами-односельцями.
Початкову освіту одержав у рідному селі; закінчив торговельну академію у Мукачевому. Працював вчителем у Лисичові ,Рахові та Ясіні; опісля працював у банку в Ужгороді.

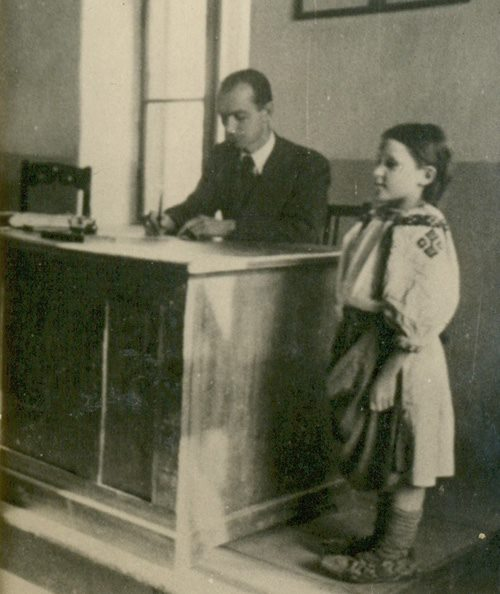
Іван Рознійчук працював учителем в Лисичеві (01.10.1942 – 12. 06.1943)

## Творчість
У 1928—1935 роках часто виступав з гумористичними нарисами і гострою сатирою у періодичних виданнях Закарпаття на суспільно-політичні та культурні теми: з великою поетичною майстерністю висміював недоліки громадського та культурного життя краю. Вибрані праці видано в збірці «З-під їдкого пера Марка Бараболі» (1941) та «Тутешняцька губернія» (1970), «На Верховині» (1984).
Словацьке педагогічне видавництво у Братиславі — Відділ української літератури у Пряшеві — видало невеличку збірку творів Марка Бараболі, яку впорядкував Михайло Мольнар. У післямові укладача відзначається, що твори Марка Бараболі своїм художнім рівнем значно вищі за твори більшості сучасних письменників-закарпатців — це найкращі зразки української літератури на Закарпатті: вони мають право вважатися надбаннями загальноукраїнської сатири та цікаві не лише змістом, а й формою та мовою, якою сатирик блискуче володів і якій приділяв особливу увагу.

## Мобілізація і смерть
1943 року мобілізований як угорський підданий в угорську армію, яка воювала на боці нацистської Німеччини. Довгий час припускали, що він загинув як вояк мадярського війська на Східному фронті. Проте 1945 року в листах від свідків виявилося, що 13 жовтня 1944 його взяли в радянський полон та відправили у табір для військовополонених у Новоросійську: там же працював на розчищенні міських руїн.
Лише з початком 1990-х віднайдено в московських архівах документ про його смерть: захворів на фронті на туберкульоз і помер у військовому евакуаційному госпіталі в станиці Пашківській на Кубані. Серед імен вибитих на мармуровій плиті біля братської могили є ім'я і прізвище Івана Рознійчука.

## Твори
- Закарпатський гумор на порталі «Колиба»
- На Верховині. Збірник творів письменників дорадянського Закарпаття / Мишанич О. — Ужгород : Карпати, 1984. — 528 с.